# Rhinestone
Rhinestone es una comedia cinematográfica, estrenada en el año 1984, protagonizada por Sylvester Stallone y Dolly Parton. Otros miembros del elenco son Richard Farnsworth, Ron Leibman, Tim Thomerson, Stephen Apostle Pec, y Penny Santon.
Los críticos destrozaron el filme, de tal modo que la película fue nominada en los extravagantes premios  Golden Raspberry o Razzies  en las categorías de "peor película", "peor guion", "peor banda sonora", "peor actor de reparto" (Ron Leibman), "peor director" (Bob Clark), "peor canción original" (Drinkenstein) y "peor actor" (Sylvester Stallone), ganándolo en estas dos últimas categorías.

## Argumento
Una popular estrella de la música country, Jake Farris (interpretada por Dolly Parton) le aseguraba a su mánager (interpretado por Ron Leibman) que ella era capaz de convertir a una persona común y corriente en una estrella musical en tan sólo dos semanas. El problema se le presenta cuando su sórdido mánager selecciona al hombre, un odioso taxista de Nueva York (interpretado por Sylvester Stallone), con escaso talento para cantar.

## Reparto
| Actor/Actriz       | Rol                                 |
| ------------------ | ----------------------------------- |
| Sylvester Stallone | Nick Martinelli                     |
| Dolly Parton       | Jake Farris                         |
| Richard Farnsworth | Noah Farris (Padre de jack)         |
| Ron Leibman        | Freddie Ugo (Dueño de "Rhinestone") |
| Tim Thomerson      | Barnett Kale                        |